# 德瑞克·費雪
德里克·约瑟夫·费希尔（英語：Derek Joseph Fisher，1993年8月21日—），為美國職棒大聯盟的外野手，目前為自由球員。他先前曾效力過太空人、藍鳥與釀酒人等隊。

## 職業生涯

### 休士頓太空人
2014年美國職棒大聯盟選秀，太空人在第一輪37順位選進费希尔。一開始他先進入短期1A，2015年升上1A，不久後升上高階1A。
2016年，费希尔從2A開季。之後他在8月升上3A，並在2017年受邀參加大聯盟春訓。
2017年6月14日，费希尔初登大聯盟。他在初登場便敲出2支安打，其中首安還是支全壘打。而且他還在同一局敲出2支安打，締造另類紀錄。之後太空人將他下放到3A，而他也參加了全明星未來之星賽。
2017年季後賽，费希尔多半擔任代跑。他在世界大賽第五戰跑回致勝分，最終太空人鏖戰7場贏得勝利，奪下了最不光彩的世界大賽首冠。
2018年，费希尔入選開幕戰先發名單。不過由於他的打擊火力不足，因此在季中遭到下放3A。這年他僅出賽42場比賽，打擊率1成65，並敲出4轟與11分打點。隔年他的出賽數更是只有17場，打擊率2成26。最後球隊打算在交易大限截止前將他交易。

### 多倫多藍鳥
2019年7月31日，太空人將费希尔交易到藍鳥，換來亞倫·桑契斯、Joe Biagini和Cal Stevenson。而费希尔在藍鳥隊只繳出1成61的打擊率，並敲出6轟。
2020年，费希尔在縮水球季出賽16場比賽，打擊率為2成26，並敲出1轟與7分打點。

### 密爾瓦基釀酒人
2021年2月11日，藍鳥隊在簽下大衛·菲爾普斯後將费希尔放進指定讓渡名單內。2月15日，藍鳥將费希尔交易到釀酒人，換來一名日後指定球員和現金。他在6月22日被指定讓渡，28日被下放3A。

### 明尼蘇達雙城
2021年12月16日，费希尔與雙城簽下小聯盟約。2022年6月11日，他被雙城隊釋出。

## 外部連結
- 球員資訊和成績在MLB ，ESPN ，Retrosheet ，Baseball Reference ，Baseball Reference (Minors) ，Fangraphs ，The Baseball Cube （英文）
- 德瑞克·費雪的X（前Twitter）
- 德瑞克·費雪的Instagram帳戶